# Campionati europei di hockey su pista 2021
I campionati europei di hockey su pista 2021 sono stati la 54ª edizione del torneo di hockey su pista per squadre nazionali maschili. Il torneo si è svolto in Portogallo a Paredes dal 15 al 20 novembre 2021.
A vincere il torneo fu la Spagna per la diciottesima volta nella sua storia sconfiggendo in finale la nazionale francese per 2 a 1.

## Città ospitanti e impianti sportivi
| CITTÀ   | IMPIANTO                      | CAPIENZA |
| Paredes | Pavilhão Multiusos de Paredes | 1.300    |

## Risultati

### Prima fase
1ª giornata
| Paredes 15 novembre 2021 | Italia | 5 – 8 | Francia | Pavilhão Multiusos |

| Paredes 15 novembre 2021 | Spagna | 11 – 0 | Andorra | Pavilhão Multiusos |

| Paredes 15 novembre 2021 | Portogallo | 10 – 0 | Germania | Pavilhão Multiusos |

2ª giornata
| Paredes 16 novembre 2021 | Italia | 4 – 4 | Spagna | Pavilhão Multiusos |

| Paredes 16 novembre 2021 | Andorra | 1 – 5 | Germania | Pavilhão Multiusos |

| Paredes 16 novembre 2021 | Portogallo | 3 – 5 | Francia | Pavilhão Multiusos |

3ª giornata
| Paredes 17 novembre 2021 | Germania | 2 – 11 | Spagna | Pavilhão Multiusos |

| Paredes 17 novembre 2021 | Andorra | 5 – 5 | Francia | Pavilhão Multiusos |

| Paredes 17 novembre 2021 | Portogallo | 4 – 4 | Italia | Pavilhão Multiusos |

4ª giornata
| Paredes 18 novembre 2021 | Francia | 5 – 2 | Germania | Pavilhão Multiusos |

| Paredes 18 novembre 2021 | Italia | 10 – 1 | Andorra | Pavilhão Multiusos |

| Paredes 18 novembre 2021 | Spagna | 9 – 10 | Portogallo | Pavilhão Multiusos |

5ª giornata
| Paredes 19 novembre 2021 | Italia | 4 – 1 | Germania | Pavilhão Multiusos |

| Paredes 19 novembre 2021 | Francia | 1 – 3 | Spagna | Pavilhão Multiusos |

| Paredes 19 novembre 2021 | Portogallo | 12 – 1 | Andorra | Pavilhão Multiusos |

| Pos. | Squadra    | Pt | G | V | N | P | GF | GS | DR  |
| ---- | ---------- | -- | - | - | - | - | -- | -- | --- |
| 1.   | Spagna     | 10 | 5 | 3 | 1 | 1 | 38 | 17 | +21 |
| 2.   | Francia    | 10 | 5 | 3 | 1 | 1 | 24 | 18 | +6  |
| 3.   | Portogallo | 10 | 5 | 3 | 1 | 1 | 39 | 19 | +20 |
| 4.   | Italia     | 8  | 5 | 2 | 2 | 1 | 27 | 18 | +9  |
| 5.   | Germania   | 3  | 5 | 1 | 0 | 4 | 10 | 31 | -21 |
| 6.   | Andorra    | 1  | 5 | 0 | 1 | 4 | 8  | 43 | -35 |

### Fase finale
| Paredes 20 novembre 2021 finale 5º/6º posto | Germania | 1 – 5 | Andorra | Pavilhão Multiusos |

| Paredes 20 novembre 2021 finale 3º/4º posto | Portogallo | – non disputata | Italia | Pavilhão Multiusos |

| Paredes 20 novembre 2021 finale 1º/2º posto | Spagna | 2 – 1 (d.t.s.) | Francia | Pavilhão Multiusos |